# Nordamerikanische Meisterschaften im Biathlon 2010
Die Nordamerikanische Meisterschaften im Biathlon 2010 wurden vom 17. bis zum 21. März des Jahres im US-amerikanischen Fort Kent ausgetragen. Es waren zugleich die US-amerikanischen Meisterschaften und das Finale des Biathlon-NorAm-Cups 2009/10. Veranstaltet wurde das Ereignis im 10th Mountain Center.

## Männer

### Sprint 10 km
| Platz | Sportler          | Schieß- fehler | Zeit      |
| ----- | ----------------- | -------------- | --------- |
| 1     | Casey Simons      | 3-0            | 28:44.73  |
| 2     | Walt Shepard      | 2-1            | + 9.43    |
| 3     | Bill Bowler       | 2-0            | + 26.63   |
| 4     | Zach Hall         | 2-2            | + 35.10   |
| 5     | Russell Currier   | 1-3            | + 58.73   |
| 6     | Wynn Roberts      | 2-4            | + 1:24.06 |
| 7     | Phillip Violett   | 5-5            | + 6:41.61 |
| 8     | Scott Lessard     | 1-1            | + 6:29.77 |
| 9     | Konrad Thiel      | 2-4            | + 8:21.94 |
|       | Marc-André Bédard |                | dns       |
|       | Nathan Smith      |                | dns       |
|       | Newt Rogers       |                | dns       |

Datum: Mittwoch, 17. März 2010

Am Start waren neun von zwölf gemeldeten Läufern aus den USA und aus Kanada. Das Juniorenrennen gewann der Kanadier David Grégoire vor dem US-Amerikaner Michael Gibson

### Verfolgung 12,5 km
| Platz | Sportler          | Schieß- fehler | Zeit       |
| ----- | ----------------- | -------------- | ---------- |
| 1     | Wynn Roberts      | 1-0-1-1        | 43:45.27   |
| 2     | Walt Shepard      | 0-2-1-0        | + 12.48    |
| 3     | Marc-André Bédard | 0-1-2-1        | + 17.38    |
| 4     | Bill Bowler       | 1-0-2-2        | + 3:36.88  |
| 5     | Casey Simons      | 3-2-5-2        | + 4:22.76  |
| 6     | Zach Hall         | 2-2-3-4        | + 6:24.06  |
| 7     | Phillip Violett   | 3-3-2-3        | + 8:38.29  |
| 8     | Newt Rogers       | 3-1-1-1        | + 10:14.36 |
| 9     | Konrad Thiel      | 1-1-1-2        | + 10:40.71 |
| 10    | Scott Lessard     | 3-2-4-2        | + 14:20.14 |
| 11    | Nathan Smith      |                | dns        |

Datum: Sonnabend, 20. März 2010

Am Start waren zehn der elf gemeldeten Biathleten aus den USA und aus Kanada. Bei den Junioren gewannen die Kanadier Vincent Blais und David Grégoire vor dem US-Amerikaner Michael Gibson.

### Massenstart 15 km
| Platz | Sportler          | Schieß- fehler | Zeit      |
| ----- | ----------------- | -------------- | --------- |
| 1     | Russell Currier   | 1-2-1-1        | 42:35.4   |
| 2     | Marc-André Bédard | 2-0-1-2        | + 46.4    |
| 3     | Walt Shepard      | 3-0-3-1        | + 1:42.4  |
| 4     | Casey Simons      | 2-2-1-2        | + 2:28.8  |
| 5     | Zach Hall         | 1-3-1-3        | + 2:29.4  |
| 6     | Wynn Roberts      | 1-3-2-4        | + 3:09.7  |
| 7     | Bill Bowler       | 2-2-2-1        | + 3:16.6  |
| 8     | David Grégoire    | 2-0-2-2        | + 3:35.2  |
| 9     | Vincent Blais     | 1-0-2-1        | + 5:09.1  |
| 10    | Newt Rogers       | 1-4-3-1        | + 6:25.6  |
| 11    | Michael Gibson    | 1-2-5-3        | + 8:24.5  |
| 12    | Scott Lessard     | 2-2-3-3        | + 9:55.6  |
| 13    | Phillip Violett   | 4-4-3-4        | + 10:45.4 |
| 14    | Konrad Thiel      | 3-3-4-1        | + 14:30.5 |
|       | Nathan Smith      |                | dns       |

Datum: Sonntag, 21. März 2010

Am Start waren 14 der 15 gemeldeten Biathleten aus den USA und aus Kanada. Das Rennen stand den Junioren und den Senioren offen.

## Frauen

### Sprint 7,5 km
| Platz | Sportler               | Schieß- fehler | Zeit      |
| ----- | ---------------------- | -------------- | --------- |
| 1     | Tracy Barnes-Coliander | 0-0            | 26:50.05  |
| 2     | Claude Godbout         | 0-1            | + 6.64    |
| 3     | Haley Johnson          | 2-2            | + 45.33   |
| 4     | Annelies Cook          | 2-3            | + 2:17.20 |
| 5     | Katrina Howe           | 1-3            | + 2:58.48 |
| 6     | Laura Spector          | 2-3            | + 2:59.83 |
| 7     | Caitlin Compton        | 3-3            | + 3:04.15 |
| 8     | BethAnn Chamberlain    | 2-3            | + 3:21.88 |
| 9     | Susan Dunklee          | 5-3            | + 3:39.76 |

Datum: Mittwoch, 17. März 2009

Am Start waren alle neun gemeldeten US-amerikanischen und kanadischen Biathletinnen. Das Rennen der Juniorinnen gewann die US-Amerikanerin Grace Boutot vor ihren Landsfrauen Addie Byrne und Elanor Magnuso.

### Verfolgung 10 km
| Platz | Sportler               | Schieß- fehler | Zeit      |
| ----- | ---------------------- | -------------- | --------- |
| 1     | Tracy Barnes-Coliander | 1-1-0-2        | 41:49.47  |
| 2     | Claude Godbout         | 0-2-1-1        | + 4.24    |
| 3     | Annelies Cook          | 0-0-2-3        | + 5.33    |
| 4     | Katrina Howe           | 1-3-2-0        | + 6.76    |
| 5     | Haley Johnson          | 2-2-3-4        | + 1:36.80 |
| 6     | BethAnn Chamberlain    | 2-3-0-1        | + 2:09.31 |
| 7     | Susan Dunklee          | 3-3-3-3        | + 5:09.73 |
|       | Karen Frost            | 4-3-5-5        | dsq       |
|       | Laura Spector          |                | dnf       |
|       | Hannah Dreissigacker   |                | dns       |

Datum: Sonnabend, 20. März 2010

Am Start waren neun von zehn gemeldeten Athletinnen aus den USA und Kanada. Sieben von ihnen beendeten das Rennen. Das Juniorinnenrennen gewann die US-Amerikanerin Grace Boutot vor ihrer Landsfrau Addie Byrne.

### Massenstart 12,5 km
| Platz | Sportler               | Schieß- fehler | Zeit      |
| ----- | ---------------------- | -------------- | --------- |
| 1     | Susan Dunklee          | 3-3-0-1        | + 44:57.2 |
| 2     | Tracy Barnes-Coliander | 4-0-0-0        | + 0.2     |
| 3     | Annelies Cook          | 2-0-3-1        | + 1:07.0  |
| 4     | Claude Godbout         | 1-1-2-2        | + 1:22.9  |
| 5     | Haley Johnson          | 2-2-3-2        | + 1:31.8  |
| 6     | Grace Boutot           | 1-2-0-1        | + 1:42.5  |
| 7     | Katrina Howe           | 1-0-4-1        | + 2:24.4  |
| 8     | Laura Spector          | 1-3-3-2        | + 2:52.7  |
| 9     | Hannah Dreissigacker   | 3-0-3-4        | + 4:14.3  |
| 10    | BethAnn Chamberlain    | 2-2-4-3        | + 7:23.1  |
| 11    | Lauren Jacobs          | 3-3-3-3        | + 12:20.4 |
| 12    | Karen Frost            | 4-3-3-3        | + 16:07.7 |
|       | Addie Byrne            | 1-             | dnf       |

Datum: Sonntag, 21. März 2010

Am Start waren alle 13 gemeldeten Biathleten aus den USA und Kanada, 12 erreichten das Ziel. Neben den Seniorinnenrennen gab es kein Juniorinnenrennen, die Besten Juniorinnen nahmen am Seniorenrennen teil.

## Belege
1. ↑  Sprintresultate (Seite nicht mehr abrufbar, festgestellt im Mai 2019. Suche in Webarchiven)  Info: Der Link wurde automatisch als defekt markiert. Bitte prüfe den Link gemäß Anleitung und entferne dann diesen Hinweis. (PDF; 54 kB)
2. ↑  Ergebnisliste Verfolgung Männer (Seite nicht mehr abrufbar, festgestellt im Mai 2019. Suche in Webarchiven)  Info: Der Link wurde automatisch als defekt markiert. Bitte prüfe den Link gemäß Anleitung und entferne dann diesen Hinweis. (PDF; 165 kB)
3. ↑  Resultate Massenstart (Memento des Originals vom 6. Mai 2014 im Internet Archive)  Info: Der Archivlink wurde automatisch eingesetzt und noch nicht geprüft. Bitte prüfe Original- und Archivlink gemäß Anleitung und entferne dann diesen Hinweis. (PDF; 257 kB)
4. ↑  Resultate der Sprintrennen (Seite nicht mehr abrufbar, festgestellt im Mai 2019. Suche in Webarchiven)  Info: Der Link wurde automatisch als defekt markiert. Bitte prüfe den Link gemäß Anleitung und entferne dann diesen Hinweis. (PDF; 54 kB)
5. ↑  Ergebnisliste Frauen-Verfolgung (Seite nicht mehr abrufbar, festgestellt im Mai 2019. Suche in Webarchiven)  Info: Der Link wurde automatisch als defekt markiert. Bitte prüfe den Link gemäß Anleitung und entferne dann diesen Hinweis. (PDF; 103 kB)
6. ↑  Ergebnisse der Massenstartrennen (Memento des Originals vom 6. Mai 2014 im Internet Archive)  Info: Der Archivlink wurde automatisch eingesetzt und noch nicht geprüft. Bitte prüfe Original- und Archivlink gemäß Anleitung und entferne dann diesen Hinweis. (PDF; 257 kB)